# Districte de Montreuil

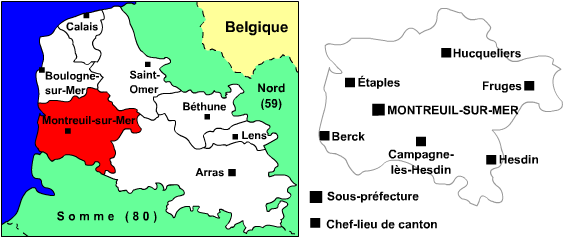
Localització del Districte de Montreuil

El Districte de Montreuil-sur-Mer és un dels 7 districtes amb què es divideix el departament francès del Pas de Calais, a la regió dels Alts de França. Té 8 cantons i 164 municipis i el cap del districte és la sotsprefectura de Montreuil-sur-Mer.

## Cantons
cantó de Berck - cantó de Campagne-lès-Hesdin - cantó d'Étaples - cantó de Fruges - cantó de Hesdin - cantó de Hucqueliers - cantó de Montreuil - cantó de Le Parcq